# Franse cinema

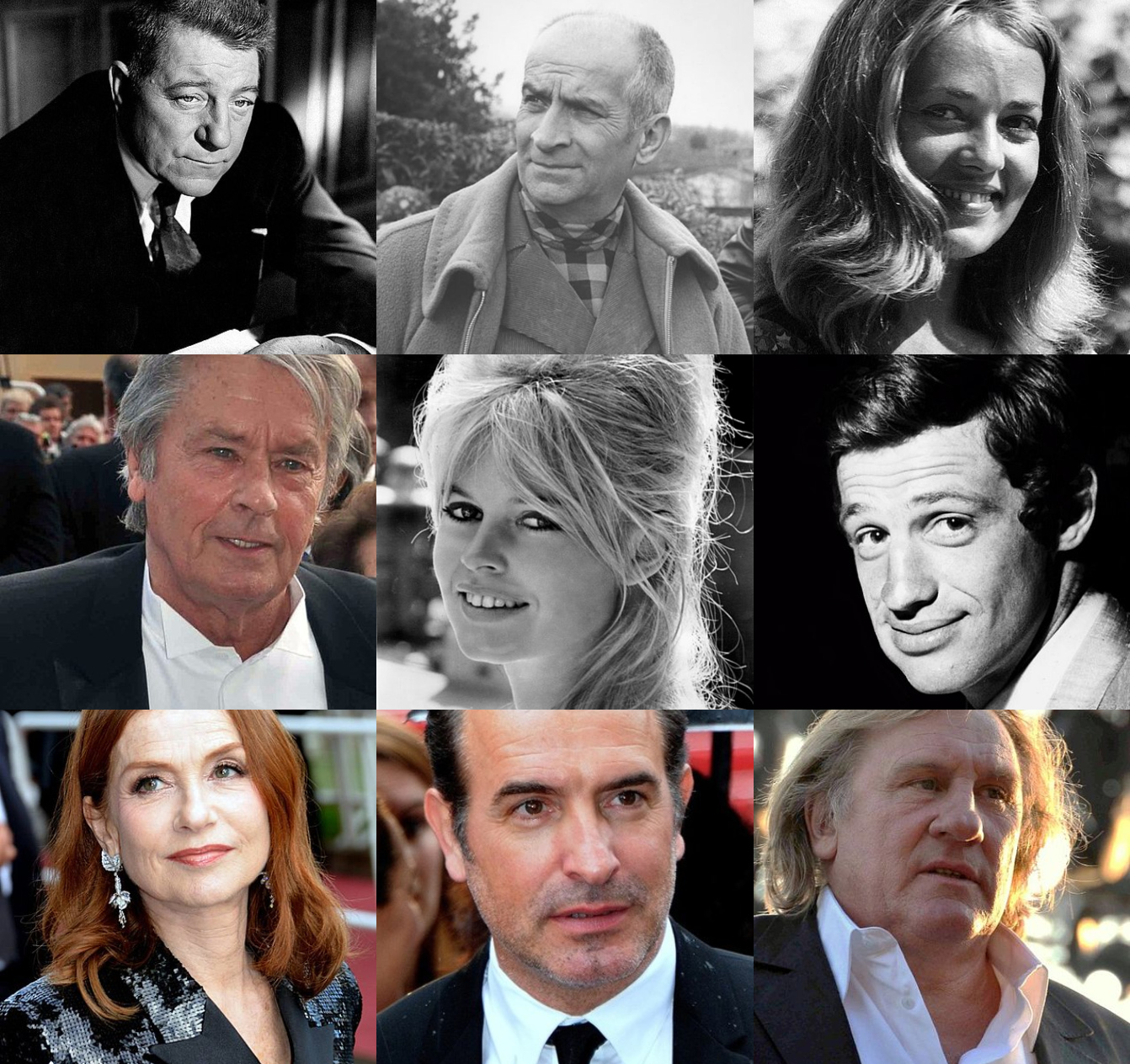
Jean Gabin, Louis de Funès, Jeanne Moreau, Alain Delon, Brigitte Bardot, Jean-Paul Belmondo, Isabelle Huppert, Jean Dujardin, Gérard Depardieu.

Dit artikel geeft een overzicht van de evolutie van de Franse cinema.

## Dominante periode: 1896 tot de Eerste Wereldoorlog
In de periode 1896 tot de Eerste Wereldoorlog waren Franse films de meest geziene ter wereld.
Vanaf 1896 waren er vier grote spelers op de markt: de gebroeders Lumière, Léon Gaumont, de gebroeders Pathé en Georges Méliès. Vanaf 1902 verkochten de gebroeders Lumière hun octrooien aan de gebroeders Pathé en legden ze zich enkel nog toe op de productie van pellicule. Pathé werd daarmee het grootste filmbedrijf ter wereld.
De absolute werelddominantie van de Franse film in deze periode was mede het gevolg van een wet die de Franse overheid in juli 1906 goedkeurde. Deze wet voorzag in één vrije dag per week voor arbeiders en bedienden. Pathé begreep dat er daardoor steeds meer opportuniteiten kwamen in de vrijetijdsindustrie en begon met de oprichting van bioscopen. Daarvoor gebeurde de vertoning van films nog voornamelijk op bv. jaarmarkten. 
De publiekssamenstelling veranderde ook. Daar waar er voordien voornamelijk laaggeschoolden (vaak analfabeten) naar de film gingen, zorgde de bouw van de bioscopen ervoor dat ook de bourgeoisie meer interesse toonde voor film.
Het succes liet niet lang op zich wachten: in de zomer van 1907 waren er al meer dan vijftig bioscopen in Parijs.

## Sluimerende moeilijkheden: 1911 tot 1914
De moeilijkheden voor de Franse cinema begonnen rond 1911. Niet alleen waren er alsmaar meer Amerikaanse concurrenten op de markt, maar de productiekosten stegen gestaag in Frankrijk. Zowel de lonen als de prijs van het celluloid stegen. Bovendien begonnen steeds langere films uit te komen waardoor men meer celluloid nodig had.

## Definitief einde Frans succesverhaal: de Eerste Wereldoorlog
De Eerste Wereldoorlog bracht de Franse filmindustrie op de knieën. Alles stond in het teken van de oorlogsvoering. Vanaf 1918 was de Franse dominantie verleden tijd en namen de Amerikanen de fakkel over.

## Franse avant-garde: jaren 20
Tijdens de laatste jaren voor de komst van de geluidsfilm werden in Frankrijk enkele superproducties gedraaid, met als hoogtepunt het meer dan vijf uur durende Napoléon (1927) van Abel Gance.

## Doorbraak geluidsfilm en hoogtepunt poëtisch realisme: jaren 30
De overgang naar de geluidsfilm had ook in Frankrijk grote gevolgen voor de filmindustrie. Eerst en vooral betekenden de hogere productiekosten het einde van het geëxperimenteer met de Franse avant-gardecinema. De Fransen waren afhankelijk van de Amerikanen, de Duitsers en de Zwitsers voor de aankoop van geluidsapparatuur, waarvoor ze natuurlijk érg diep in de buidel moesten tasten. Bovendien vestigden bedrijven als Western Electric en Tobis Klangfilm zich in de randgemeenten van Parijs om films te produceren. Hoewel dit artistiek tot interessante zaken leidde (bijvoorbeeld 'Sur les toits de Paris' van René Clair) betekende dit wel bijkomende concurrentie voor de Franse filmproducenten.
De geluidsfilm had ook een grote impact op de status van een aantal sterren. Enerzijds moesten sommigen hun filmcarrière opgeven omdat hun stem bijvoorbeeld niet paste bij hun uiterlijk. Anderzijds grepen sterren uit het theater en de musical hun kans om het in de filmwereld te maken. Sterren uit deze periode zijn onder anderen Jean Gabin, Michel Simon, Arletty en Fernandel.
De Franse studio's produceerden in de jaren 30 vooral komedies met een muzikaal tintje en pessimistische, realistische melodrama's. Van deze laatste soort films is het poëtisch realisme het belangrijkste. Hier ontstond het idee van de cineast als onafhankelijke en kunstzinnige auteur. De auteur-cinéaste, met als eerste grote naam Jean Vigo, werd voortaan een bepalend begrip in de Franse film, met name in de naoorlogse Nouvelle vague.

## Onder de bezetting: 1940-1945
Onder de Duitse bezetting werden bijna 70 films gedraaid. Toch was er een duidelijke daling van het aantal producties en van de bezoekersaantallen tijdens de Tweede Wereldoorlog. De producties hadden te lijden onder financiële en andere restricties. In 1943 werden er 304 miljoen bioscoopbezoekers geteld, het hoogste aantal tijdens de oorlog. Filmsterren als Fernandel, Pierre Fresnay, Gaby Morlay, Jules Raimu, Albert Préjean en Pierre Richard-Willm bleven immens populair.

## Nouvelle Vague: jaren 60
Van 1959 tot halfweg de jaren 1960 braken jonge filmmakers, afkomstig uit de filmkritiek, door. De nouvelle vague wilde breken met de ouderwetse "cinéma de papa".

## Acteurs en actrices in de jaren 1960 tot 1980
Wat de actrices betreft, zijn er naast de grote sterren Catherine Deneuve, Annie Girardot en Romy Schneider, de actrices Anna Karina, Claude Jade, Stéphane Audran, Bernadette Lafont, Miou-Miou, Isabelle Huppert, Nathalie Baye en Isabelle Adjani. Wat de acteurs betreft, zijn er naast de sterren Alain Delon en Jean-Paul Belmondo, Michel Piccoli, Jean Rochefort, Philippe Noiret, Jean-Pierre Cassel, Jean-Pierre Léaud, Jean Yanne en Victor Lanoux. Jean Carmet en Yves Montand en de nieuwe generatie met Gérard Depardieu en Patrick Dewaere, in het komediegenre, naast Louis de Funès die actief blijft, de acteur en regisseur Pierre Richard.